# Військовий комісаріат

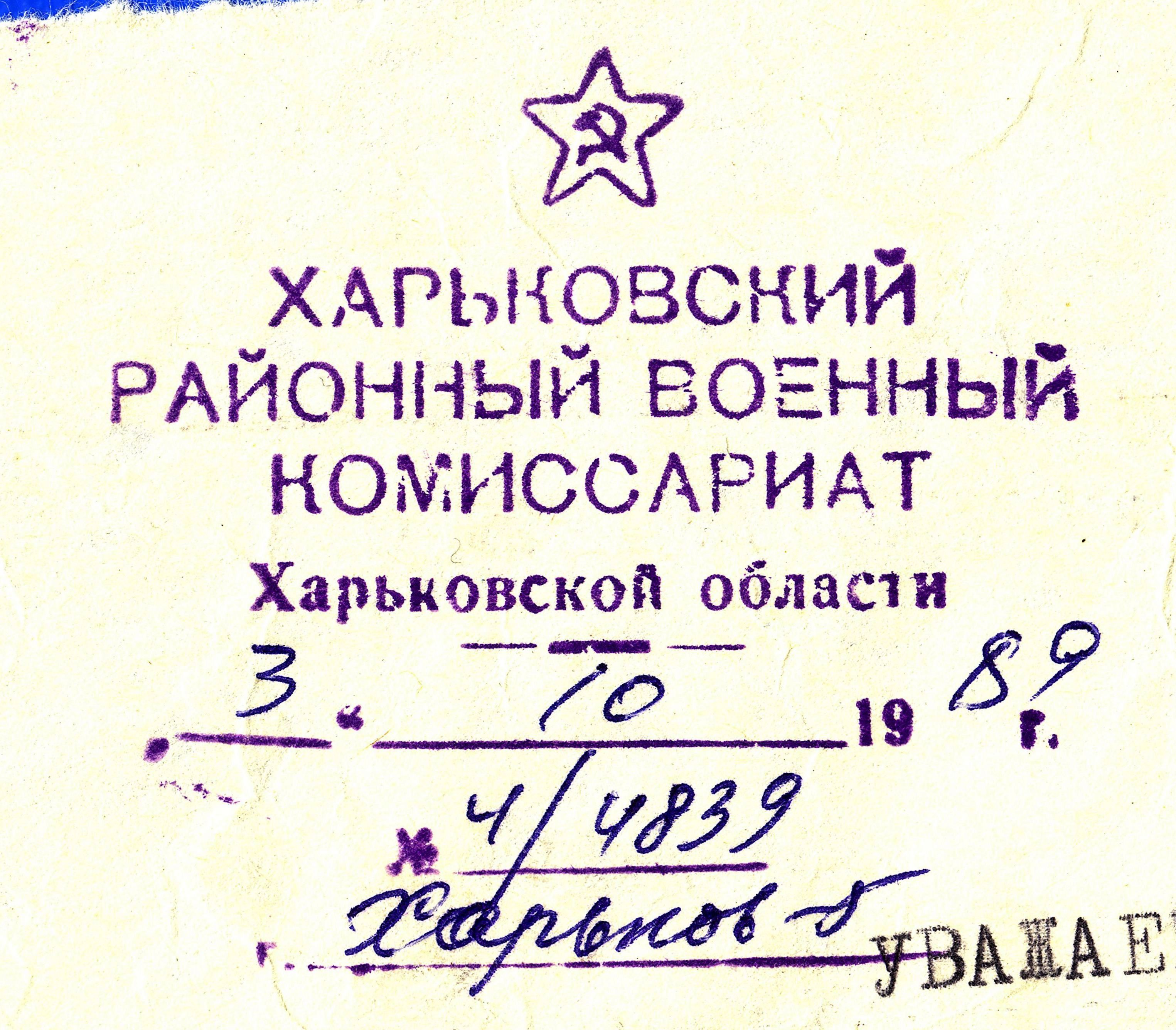
Штамп Харківського районного військового комісаріату. 1989

Військо́вий комісаріа́т (Військкомат) — орган місцевого військового управління в СРСР, а потім у республіках колишнього СРСР, відповідальний за військово-мобілізаційну та обліково-призовну роботу.
В Україні з лютого 2022 р. військові комісаріати переформовано в Територіальні центри комплектування та соціальної підтримки (ТЦК та СП).

## Завдання
Основними завданнями військкомату є:
- підготовка та проведення мобілізації
- облік людських і народногосподарських ресурсів
- підготовка молоді до несення військової служби
- організація проведення призовів громадян на військову службу та на навчальні збори
- організація прийому громадян на військову службу за контрактом
- здійснення інших оборонних заходів